# إيان هوفمان
إيان هوفمان (بالإنجليزية: Ian Hoffmann) هو لاعب كرة قدم أمريكي في مركز الوسط، ولد في 8 سبتمبر 2001 في ويلتون ‏ في الولايات المتحدة.

## وصلات خارجية
- إيان هوفمان على موقع الدوري الأمريكي (الإنجليزية)
- إيان هوفمان على موقع قاعدة بيانات كرة القدم.إي يو (الإنجليزية)